# Nhà thờ Thánh Giuse ở Phố mới Praha
Nhà thờ Thánh Giuse ở Phố mới Praha (tiếng Séc: Kostel svatého Josefa - Nové Město) là một nhà thờ công giáo La Mã, nằm trên quảng trường Cộng hòa (Náměstí Republiky), Praha, Cộng hòa Séc. Nhà thờ Thánh Giuse cùng tu viện Capuchin nằm liền kề có tên trong danh sách các di tích văn hóa của Cộng hòa Séc.

## Lịch sử

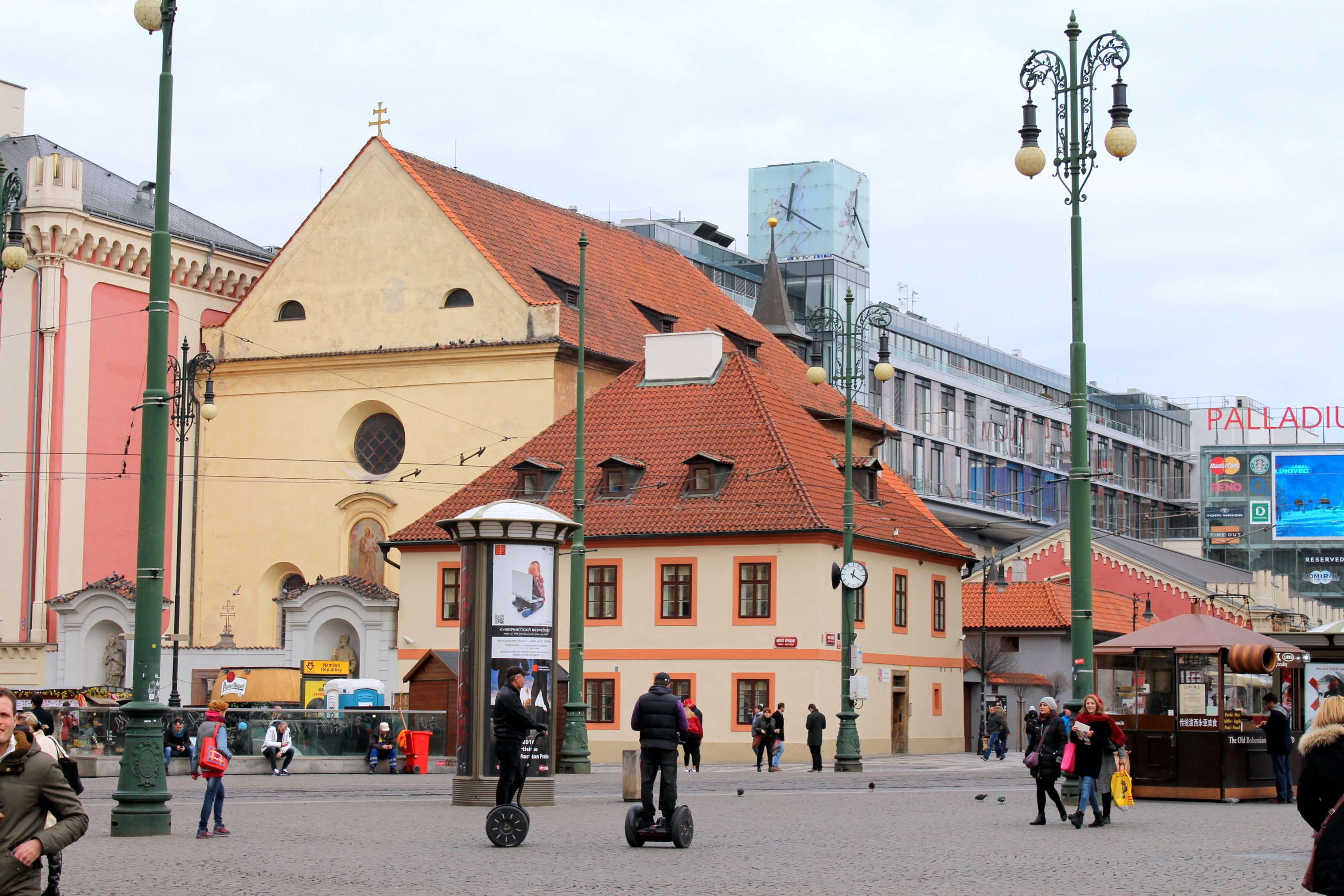
Nhà thờ Thánh Giuse và tu viện Capuchin

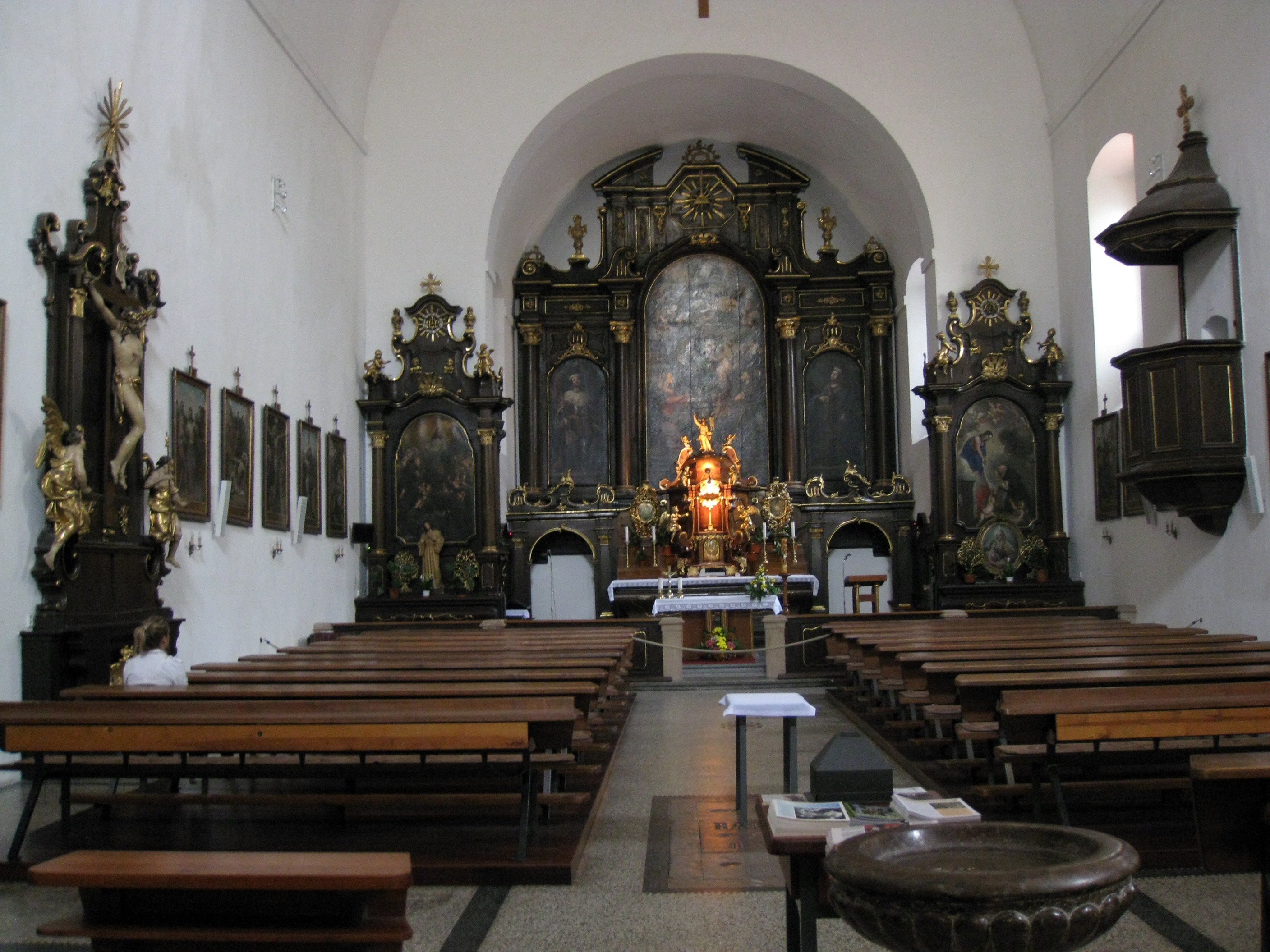
Nội thất của Nhà thờ Thánh Giuse

Nhà thờ Thánh Giuse và tu viện Capuchin ở Phố mới Praha được xây dựng trong giai đoạn 1630 - 1653. Tu viện ban đầu nằm bên trái của Thánh đường đã bị hư hại nghiêm trọng trong trận chiến Praha với quân đội Phổ, nên đã bị phá bỏ vào năm 1795. Năm 1833, một tu viện mới được xây dựng ở phía bên phải của nhà thờ.
Hiện nay, trong hầm của nhà thờ Thánh Giuse còn lưu giữ hai viên đạn sắt từ thời Phổ ném bom Praha năm 1757.

## Mô tả
Ngoại thất: Thiết kế đơn giản với mái nhà kiểu đầu hồi và không có tháp chuông như nhiều nhà thờ khác. Ở mặt tiền phía Tây, phía trên lối vào có một huy hiệu của người sáng lập và một chiếc khiên hình tam giác với hình ảnh của Thánh Giuse cùng với Chúa Giêsu.
Nội thất: Theo hơi hướng đơn giản, với những nét kiến trúc cuối thời kỳ Phục hưng.